# Гогель, Николай Валерианович
Николай Валерианович Гогель (1836—1870) — российский военный и публицист, подполковник.

## Биография
Родился 17 (29) мая 1836 года в семье Могилёвского губернского почтмейстера Валериана Фёдоровича Гогеля; внук генерал-лейтенанта Фёдора Григорьевича Гогеля.
Окончил московский 1-й кадетский корпус в 1855 году с чином прапорщика.
Вскоре отправился в Крым, участвовал в составе Евпаторийского отряда в сражениях с турками при Саках, Чёрной речке, а также у села Чеботарей.
В 1860-х годах Гогель состоял на службе в Северо-Западном крае. В 1865 года он участвовал в пяти боевых схватках с польскими мятежниками в Гродненской губернии. В ноябре 1865 года был назначен членом Виленской следственной комиссии по политическим делам, занимал эту должность до 1867 года. По итогам участия вследствие по делам польских повстанцев опубликовал книгу «Иосафат Огрызко и Петербургский революционный ржонд в деле последнего мятежа» (Вильно, 1866. — 79 с.; 2-е издание. — 1867. — 221 с.). Несмотря на обличительный характер по отношению к повстанцам, книга была сочтена опасной в связи с сообщавшимися сведениями, второе издание было полностью уничтожено, сохранившиеся экземпляры стали библиографической ценностью.
В 1869 году Гогель вышел в отставку. Скончался 14 (26) ноября 1870 года в Вильне. Похоронен на Виленском Евфросиньевском кладбище.